# Чорнодзьобий альціон
Чорнодзьобий альціо́н (Todiramphus) — рід сиворакшоподібних птахів родини рибалочкових (Alcedinidae). Представники цього роду поширені від Червоного моря на заході до Французької Полінезії на сході з найбільшим видовим різноманіттям в Австралазії.

## Опис
Чорнодзьобі альціони — середнього розміру рибалочки з пласкими дзьобами, їхня середня довжина становить 16-30 см, а вага 28-146 г. Верхня частина тіла у них зазвичай має синє або синьо-зелене забарвлення, нижня частина тіла бліда. У багатьох видів на шиї є світлий "комірець", а над очима — світлі "брови". Багато видів чорнодзьобих альціонів мешкають далеко від води і живляться переважно наземними тваринами, зокрема комахами і дрібними ящірками. Гніздяться чорнодзьобі альціони в дуплах, найчастіше на деревах.

## Види
Рід нараховує 30 видів, включно з одним вимерлим:
- Альціон папуанський (Todiramphus nigrocyaneus)
- Альціон рудолобий (Todiramphus winchelli)
- Альціон лазуровий (Todiramphus diops)
- Альціон серамський (Todiramphus lazuli)
- Альціон лісовий (Todiramphus macleayii)
- Альціон новобританський (Todiramphus albonotatus)
- Альціон ультрамариновий (Todiramphus leucopygius)
- Альціон вануатський (Todiramphus farquhari)
- Альціон молуцький (Todiramphus funebris)
- Альціон білошиїй (Todiramphus chloris)
- Альціон узбережний (Todiramphus sordidus)[10][11]
- Альціон острівний (Todiramphus colonus)[12]
- Альціон маріанський (Todiramphus albicilla)[13]
- Альціон меланезійський (Todiramphus tristrami)[14]
- Альціон садовий (Todiramphus sacer)[15]
- Альціон талаудський (Todiramphus enigma)
- Альціон мікронезійський (Todiramphus cinnamominus)
- Альціон рудоголовий (Todiramphus pelewensis)[16]
- Альціон погнпейський (Todiramphus reichenbachii)[17]
- Альціон білоголовий (Todiramphus saurophagus)
- Альціон священний (Todiramphus sanctus)
- Альціон самоанський (Todiramphus recurvirostris)[18]
- Альціон тиморський (Todiramphus australasia)
- Альціон бораборський (Todiramphus tutus)
- Альціон мангаянський (Todiramphus ruficollaris)[19]
- Альціон таїтянський (Todiramphus veneratus)
- †Альціон туамотський (Todiramphus gambieri)
- Альціон ніауський (Todiramphus gertrudae)[20]
- Альціон маркізький (Todiramphus godeffroyi)
- Альціон рудогузий (Todiramphus pyrrhopygius)

## Етимологія
Наукова назва роду Todiramphus походить від сполучення наукової назви роду Тоді (Todus Brisson, 1760) і слова дав.-гр. ῥαμφος — дзьоб.